# Villa Signorini

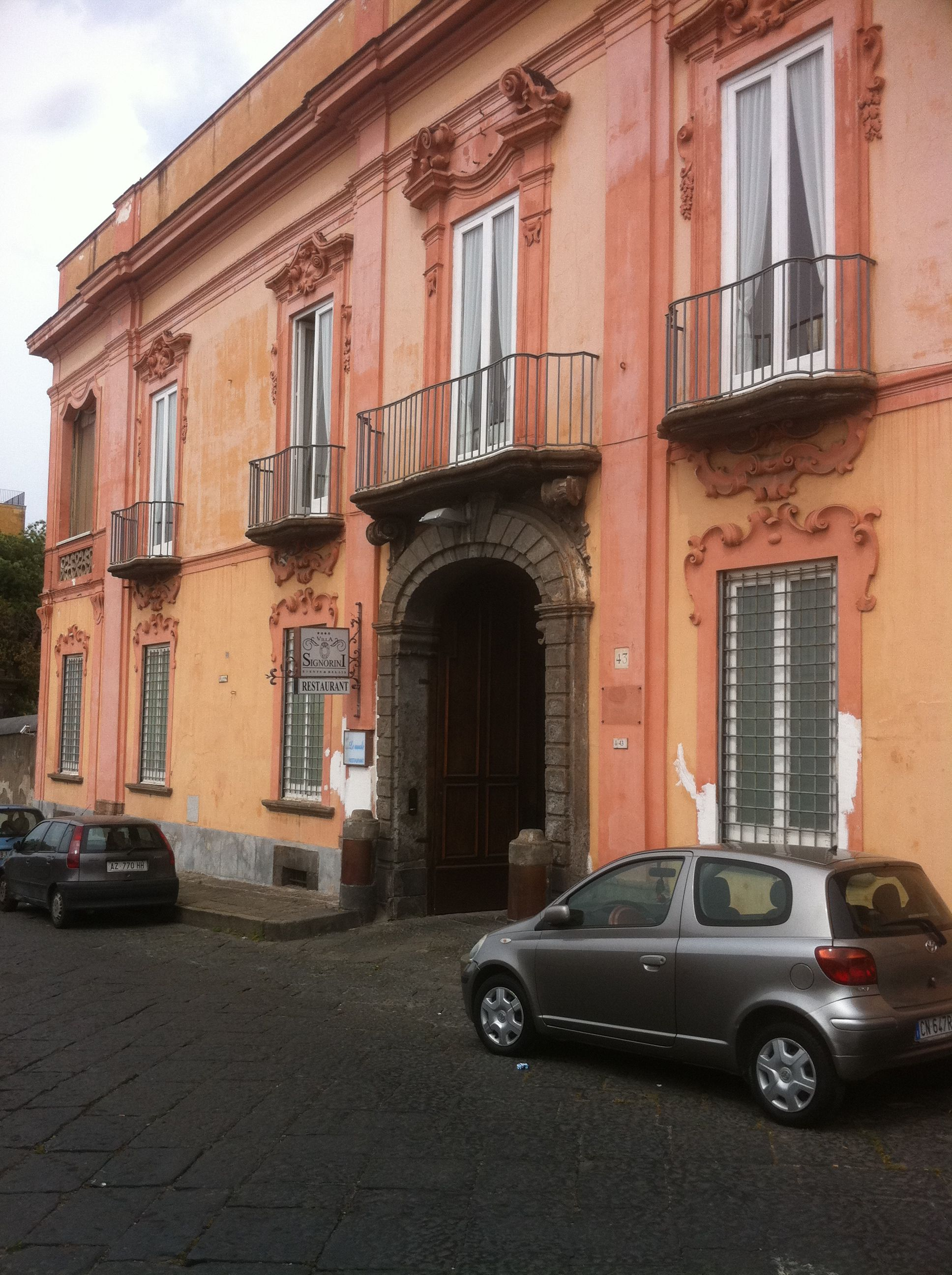
Villa Signorini in Ercolano

Die Villa Signorini ist ein Landhaus aus dem 18. Jahrhundert in Ercolano in der italienischen Region Kampanien. Sie liegt im Bereich der sogenannten Goldmeile  (Miglio d’oro) in der Via Roma, 43. Ihr Baustil erinnert an die Arbeiten von Domenico Antonio Vaccaro.

## Geschichte und Beschreibung
Die Villa wurde ursprünglich im Auftrag eines gewissen D. Andres Alfano errichtet. Später wurde sie an die Familie Cirella verkauft, die sie bis 1809 besaß. Danach gelangte sie zunächst in den Besitz der Gaetanis dell’Aquila d’Aragona, dann in den der Familie Brancia, Herzöge von Apricerno. 1911 kaufte die Unternehmerin Paolo Signorini, Eigentümerin des Lebensmittelherstellers Cirio, die Villa. Ihren Namen trägt das Landhaus bis heute.
Das Haus mit quadratischem Grundriss hat ein mit Bossenwerk aus Piperno gerahmtes Portal und Fenster mit barocken Stuckrahmen. Im Obergeschoss gibt es einen Balkon in der Mitte und zwei Loggien an den Ecken, die ursprünglich zwei quadratische Terrassen bildeten.
Als eine der wenigen Villen ihrer Art aus dem 18. Jahrhundert sind ihre Räumlichkeiten noch original, ohne Überarbeitung aus dem 19. Jahrhundert.
Anfang des 20. Jahrhunderts wurden zwei symmetrische Treppen angebaut, um die Terrasse im Obergeschoss mit dem Garten zu verbinden.
Die Räume im Obergeschoss sind reich und elegant dekoriert, einige mit originalen Fresken aus dem 18. Jahrhundert mit falschen Architekturperspektiven, wie in der Reggia di Portici und in der Villa Campolieto.
Der Garten, der an den Park der Reggia di Portici anschließt, enthält Blumenbeete im italienischen Stil, Zitrusbäume, einen Springbrunnen aus Piperno mit einer Statue der Leda und zwei quadratische Pavillons mit Bögen und Kuppeln mit Majolika.
In der Villa finden heute regelmäßig Veranstaltungen, Vorführungen und Empfänge statt; sie ist ein Luxushotel.

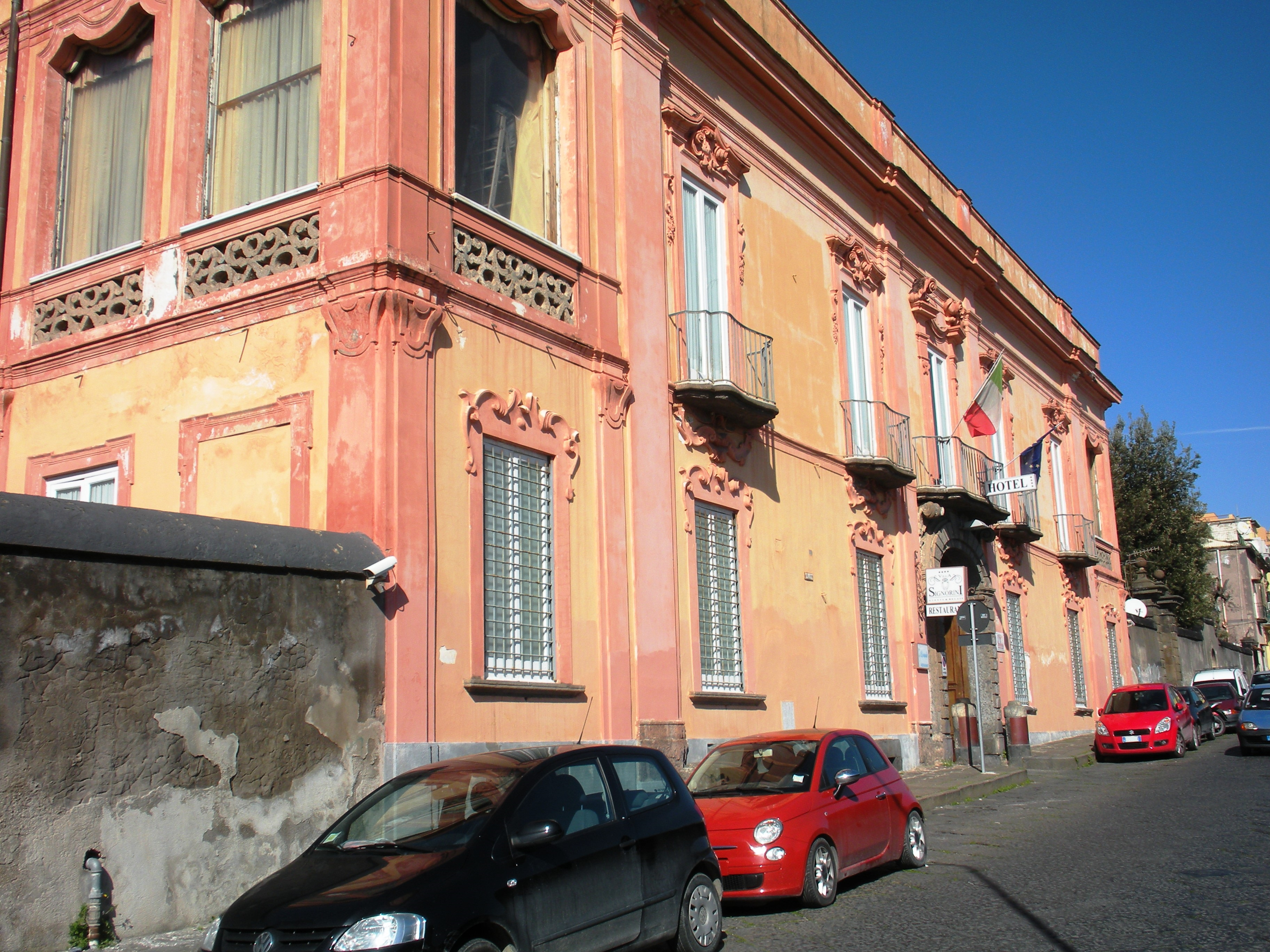